# درام ارمنستان
درام (به ارمنی: դրամ) نام یکای پول جمهوری ارمنستان است؛ درام ارمنستان، همچنین در کنار درام آرتساخ در جمهوری آرتساخ سابق به کار می‌رفت. واژهٔ درام از «درم» پارسی میانه وارد زبان ارمنی شده است. پارسی میانه خود، این واژه را از واژه یونانی دراخما وام گرفته بود. تلفظ‌های گوناگونی از آن واژه در خاورمیانه رواج گرفت مانند درم، درهم و درام.
امروز در زبان ارمنی واژه درام معنی پول نیز می‌دهد. به صورت تاریخی، هر درام به صد لوما (به ارمنی: լումա) تقسیم می‌شد. بانک مرکزی ارمنستان مسئول چاپ، ضرب و توزیع اسکناس‌ها و سکه‌های درام، و عهده‌دار سیاست‌های پولی ارمنستان است. در ژوئیهٔ ۲۰۱۸ میلادی، هر دلار ایالات متحدۂ آمریکا حدوداً برابر ۵۰۶٫۴۶ درام بوده است.

## تاریخچه
نخستین درام‌ها سکه‌هایی از جنس نقره بودند که از سال ۱۱۹۹ تا ۱۳۷۵ میلادی ضرب می‌شدند. دوره این سکه‌ها با از دست رفتن استقلال ارمنستان به پایان رسید. با تأسیس ارمنستان روسیه، روبل در ارمنستان رواج یافت. تلاش‌ها برای بومی‌سازی یکای پول تا زمان شوروی ادامه داشت تا اینکه سرانجام با تأسیس بانک مرکزی ارمنستان در تاریخ ۲۷ مارس ۱۹۹۳ حق برخورداری از یکای پول ملی به ارمنستان داده شد. پس از فروپاشی شوروی کوشش‌هایی رخ داد تا کشورهای پساشوروی همگی از یک یکای پول بهره ببرند (روبل روسیه)؛ اگرچه در نتیجه بی‌ثباتی سیاسی و اقتصادی دشواری بسیار برقرار نگه داشتن این وحدت پولی آشکار شد. ارمنستان با معرفی درام در تاریخ ۲۲ نوامبر ۱۹۹۳ از آخرین کشورهایی بود که از وحدت پولی روبل خارج شد.

### نماد درام ֏

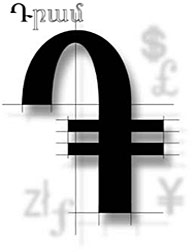
نماد درام

نماد درام با بهره‌گیری از شکل‌های ویژه و منحصر به فرد حرف‌های ارمنی در سال ۱۹۹۵ طراحی شد.

## سکه‌ها

### نخستین مجموعه (۲۰۰۲–۱۹۹۴)
بر روی سکه‌ها، سال ضرب همگی سکه‌های این مجموعه ۱۹۹۴ درج شده است.
|  |  | ۱۰ لوما | ۱۶ میلی‌متر | ۰.۶ گرم  | آلومینیم | صاف       | نشان ملی ارمنستان | بها، سال ضرب |
|  |  | ۲۰ لوما | ۱۸ میلی‌متر | ۰.۷۵ گرم | آلومینیم | صاف       | نشان ملی ارمنستان | بها، سال ضرب |
|  |  | ۵۰ لوما | ۲۰ میلی‌متر | ۰.۹۵ گرم | آلومینیم | صاف       | نشان ملی ارمنستان | بها، سال ضرب |
|  |  | ֏۱      | ۲۲ میلی‌متر | ۱.۴ گرم  | آلومینیم | دندانه‌دار | نشان ملی ارمنستان | بها، سال ضرب |
|  |  | ֏۳      | ۲۴ میلی‌متر | ۱.۶۵ گرم | آلومینیم | دندانه‌دار | نشان ملی ارمنستان | بها، سال ضرب |
|  |  | ֏۵      | ۲۶ میلی‌متر | ۲ گرم    | آلومینیم | صاف       | نشان ملی ارمنستان | بها، سال ضرب |
|  |  | ֏۱۰     | ۲۸ میلی‌متر | ۲.۳ گرم  | آلومینیم | صاف       | نشان ملی ارمنستان | بها، سال ضرب |

### سکه‌های یادبود

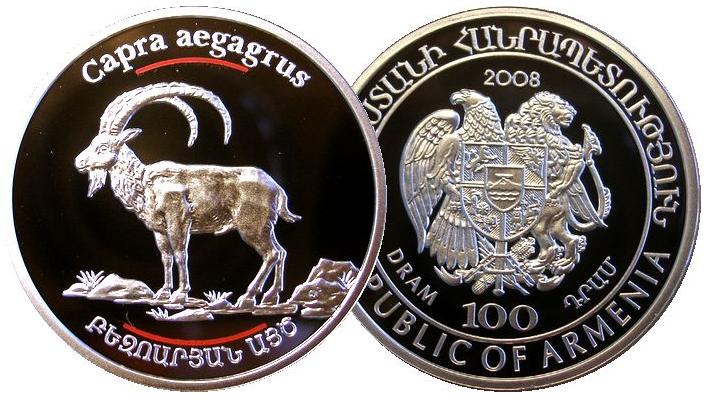
سکه ۱۰۰ درام با نقش کل و بز، منتشر شده تحت برنامه حیات وحش قفقاز

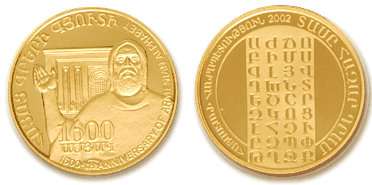
به مناسبت هزار و پانصدمین سالگرد الفبای ارمنی

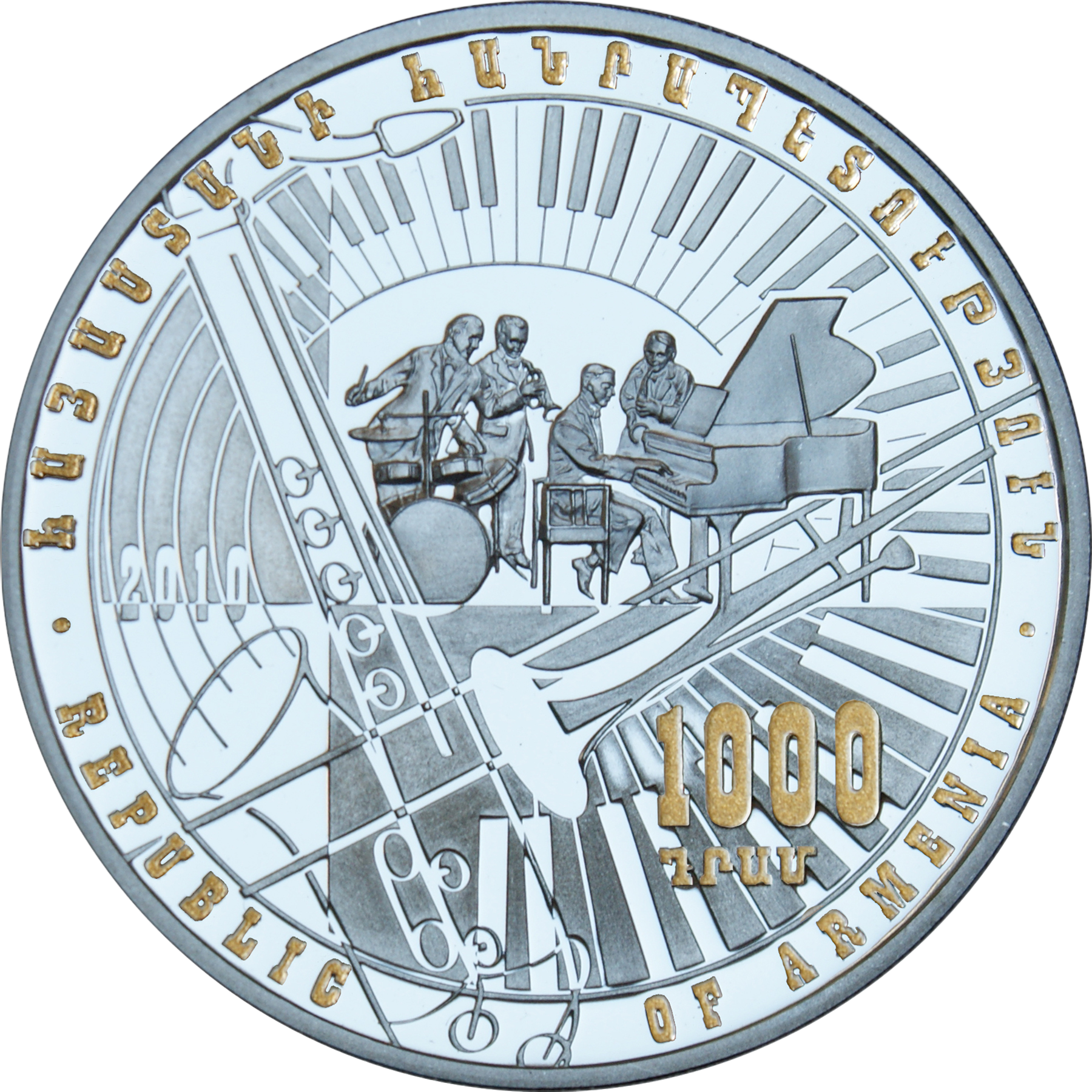
سکه ۱۰۰۰ درام با موضوع موسیقی جاز

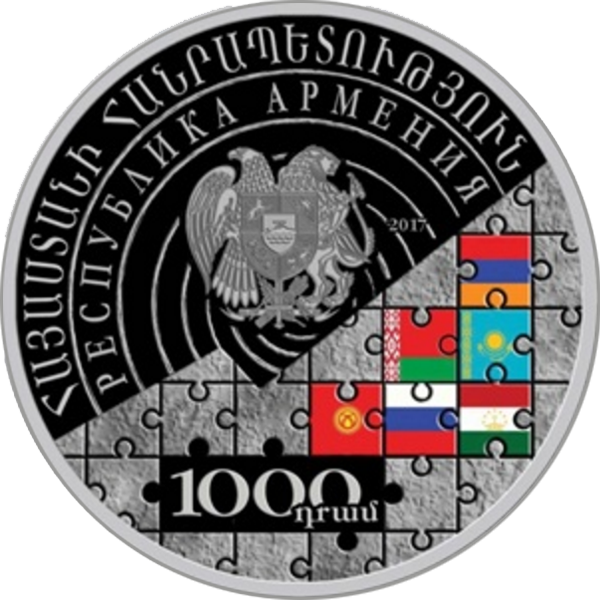
سکه ۱۰۰۰ درام به مناسبت بیست و پنجمین سالگرد سازمان پیمان امنیت جمعی

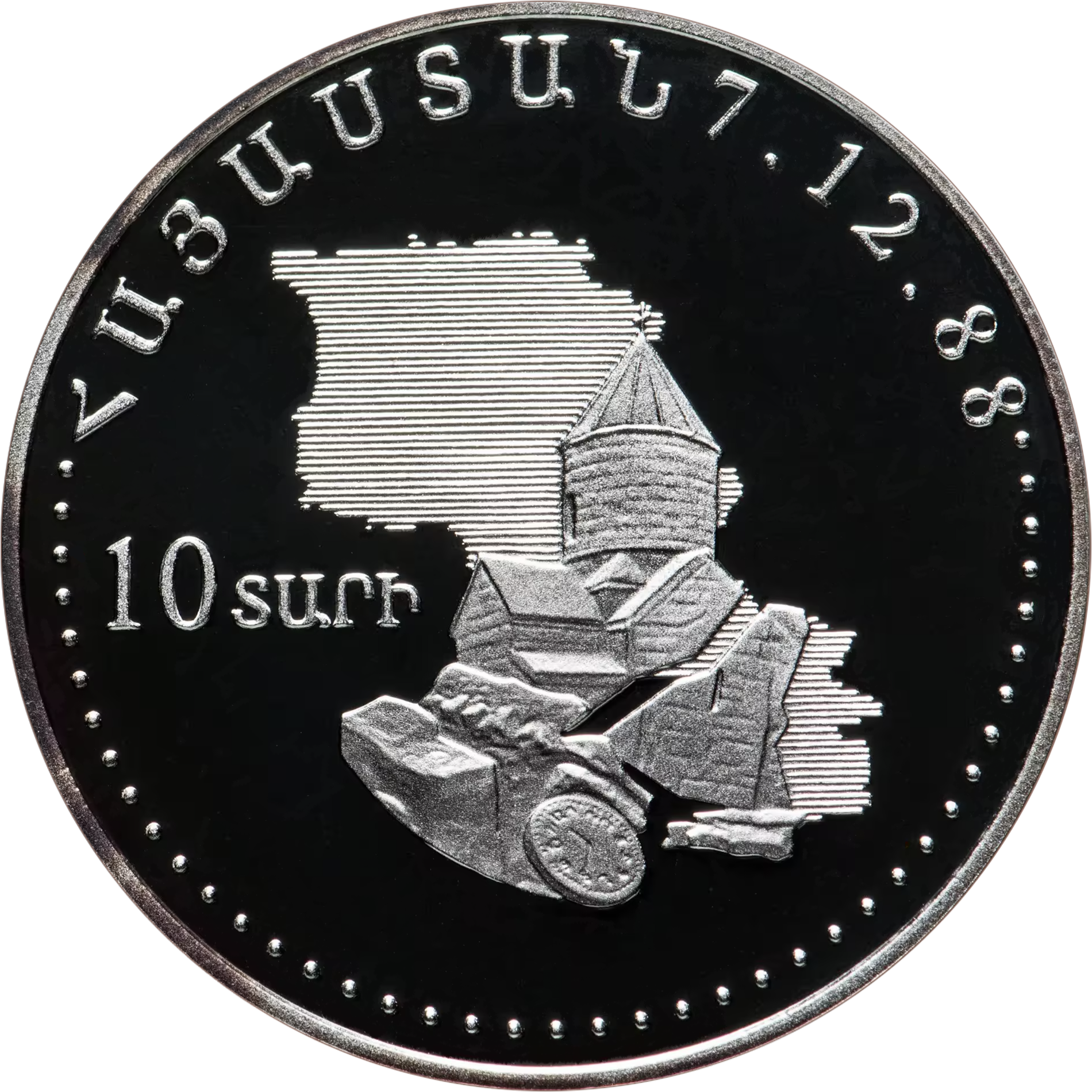
سکه ۱۰ درام ضرب شده به مناسبت دهمین سالگرد زمین‌لرزه اسپیتاک

### دومین مجموعه (۲۰۰۳-اکنون)
بر روی سکه‌ها، سال ضرب همگی سکه‌های این مجموعه ۲۰۰۳ و گاهی ۲۰۰۴ درج شده است.
|  |  | ֏۱۰  | ۲۰ میلی‌متر   | ۱.۳ گرم  | آلومینیم                                  | دندانه‌دار       | نشان ملی ارمنستان | بها، نقش و نگار، سال ضرب |
|  |  | ֏۲۰  | ۲۰.۵ میلی‌متر | ۲.۷۵ گرم | مس-آبکاری فولاد                           | صاف             | نشان ملی ارمنستان | بها، نقش و نگار، سال ضرب |
|  |  | ֏۵۰  | ۲۱.۵ میلی‌متر | ۳.۴۵ گرم | برنج (آلیاژ)-آبکاری فولاد                 | دندانه‌دار       | نشان ملی ارمنستان | بها، نقش و نگار، سال ضرب |
|  |  | ֏۱۰۰ | ۲۲.۵ میلی‌متر | ۴ گرم    | نیکل-آبکاری فولاد                         | دندانه‌دار       | نشان ملی ارمنستان | بها، نقش و نگار، سال ضرب |
|  |  | ֏۲۰۰ | ۲۴ میلی‌متر   | ۴.۵ گرم  | برنج (آلیاژ)                              | دندانه‌دار       | نشان ملی ارمنستان | بها، نقش و نگار، سال ضرب |
|  |  | ֏۵۰۰ | ۲۲ میلی‌متر   | ۵ گرم    | دوفلزه کوپرونیکلدر مرکز حلقه برنج (آلیاژ) | دندانه‌دار مقطعی | نشان ملی ارمنستان | بها، نقش و نگار، سال ضرب |

## اسکناس‌ها

### نخستین مجموعه (۱۹۹۳–۱۹۹۸)
|  |  | ֏۱۰    | ۶۲ × ۱۲۵ | قهوه‌ای و صورتی         | ایستگاه قطار ایروان و تندیس داوید ساسونی        | کوه آرارات                                                   | ۱۹۹۳       |
|  |  | ֏۲۵    | ۶۲ × ۱۲۵ | زرد، قهوه‌ای و آبی      | سنگ‌نبشته میخی اورارتو و شیر نقش‌برجسته دژ اربونی | نقش و نگار                                                   | ۱۹۹۳       |
|  |  | ֏۵۰    | ۶۲ × ۱۲۵ | آبی و سرخ              | نگارخانه ملی ارمنستان و موزه تاریخ ارمنستان     | مجلس ملی جمهوری ارمنستان                                     | ۱۹۹۳، ۱۹۹۸ |
|  |  | ֏۱۰۰   | ۶۲ × ۱۲۵ | آبی، صورتی و سرخ       | کوه آرارات و زوارتنوتس (تاریخی)                 | تالار اپرای ایروان                                           | ۱۹۹۳، ۱۹۹۸ |
|  |  | ֏۲۰۰   | ۶۲ × ۱۳۵ | قهوه‌ای، سبز، زرد و سرخ | کلیسای هریپسیمه مقدس، واغارشاپات در اچمیادزین   | نقش و نگار                                                   | ۱۹۹۳       |
|  |  | ֏۵۰۰   | ۶۲ × ۱۳۵ | سبز, قهوه‌ای و آبی      | کوه آرارات و تیگران دوم تترادراخما              | نقش و نگار                                                   | ۱۹۹۳       |
|  |  | ֏۱٬۰۰۰ | ۶۸ × ۱۴۵ | قهوه‌ای و نارنجی        | مسروب ماشتوتس و تندیس ماتناداران                | ابلیسک سده هفدهم در یادمان آغیتو                             | ۱۹۹۴       |
|  |  | ֏۵٬۰۰۰ | ۷۱ × ۱۴۵ | سبز, زرد و صورتی       | معبد گارنی                                      | سر برنزی آناهید (سردیس آفرودیت) نگهداری شده در موزه بریتانیا | ۱۹۹۵       |

### دومین مجموعه (۱۹۹۸–۲۰۱۷)
اسکناس یادبود ۵۰,۰۰۰ درامی در چهارم ژوئن ۲۰۰۱ به مناسبت هزار و هفتصدمین سالگرد پذیرش مسیحیت توسط ارمنستان منتشر شد.
|  |  | ֏۵۰              | ۶۵ × ۱۲۲ | صورتی، آبی و خاکستری | آرام خاچاتوریان (۱۹۰۳–۱۹۷۸) و تالار اپرای ایروان | گایانه (باله) از خاچاتوریان، و کوه آرارات                                                                                   |
|  |  | ֏۱۰۰             | ۶۵ × ۱۲۲ | آبی و خاکستری        | ویکتور هامبارتسومیان (۱۹۰۸–۱۹۹۶)                 | رصدخانه اخترفیزیک بیوراکان                                                                                                  |
|  |  | ֏۵۰۰             | ۷۲ × ۱۲۹ | خاکستری              | آلکساندر تامانیان (۱۸۷۸–۱۹۳۶)                    | کاخ حکومت ایروان طراحی آلکساندر تامانیان                                                                                    |
|  |  | ֏۱٬۰۰۰           | ۷۲ × ۱۳۶ | سبز و صورتی          | یقیشه چارنتس (۱۸۹۷–۱۹۳۷)                         | تصویری از ایروان کهن به همراه ساختمان نخستین جمهوری ارمنستان                                                                |
|  |  | ֏۵٬۰۰۰           | ۷۲ × ۱۴۳ | زرد و سبز            | هوهانس تومانیان (۱۸۶۹–۱۹۲۳)                      | نمایی از طبیعت استان لوری, از یکی از نگاره‌های ماردیروس ساریان                                                               |
|  |  | ֏۱۰٬۰۰۰          | ۷۲ × ۱۵۰ | صورتی                | آوتیک ایساهاکیان (۱۸۷۵–۱۹۵۷)                     | نگاره‌ای از گیومری کهن |
|  |  | ֏۲۰٬۰۰۰          | ۷۲ × ۱۵۵ | زرد، سرخ و قهوه‌ای    | ماردیروس ساریان (۱۸۸۰–۱۹۷۲)                      | چشم‌اندازی ارمنی به قلم ماردیروس ساریان                                                                                      |
|  |  | ֏۵۰٬۰۰۰ (یادبود) | ۷۹ × ۱۶۰ | قهوه‌ای و سرخ         | کلیسای جامع اچمیادزین                            | گریگور روشنگر و پادشاه تیرداد سوم ارمنستان با نمادی از کلیسای حواری ارمنی در دست؛ چلیپاسنگی از صومعه کچاریس نیز در سمت راست |
|  |  | ֏۱۰۰٬۰۰۰         | ۷۲ × ۱۶۰ | آبی                  | ابگار پنجم ادسا                                  | ابگار پنجم ادسا در حال دریافت تصویر ادسا از تادئوس (به تصویر کشیده نشده).                                                   |

### سومین مجموعه (۲۰۱۷-اکنون)
اسکناس یادبود ۵۰۰ درامی در تاریخ ۲۲ نوامبر ۲۰۱۷ به یاد داستان کشتی نوح و بیست و پنجمین سالگرد معرفی درام منتشر شد. این سری از اسکناس‌ها در شرکتی آلمانی به چاپ می‌رسند.
|  |  | ֏۵۰۰ (یادبود) | ۷۶ × ۱۴۰ | قهوه‌ای و خاکستری | محفظه‌ای حاوی قطعه‌ای از کشتی نوح (چپ)؛ سیاه‌قلم از فریدریش پاروت کلیسای جامع اچمیادزین به همراه کوه آرارات در پس‌زمینه       | سیاه‌قلم از جیکوب کرلسفلد درباره نوح، اعضای خانواده‌اش و حیوانات با پس‌زمینه کوه آرارات             | ۲۲ نوامبر ۲۰۱۷ |
|  |  | ֏۱٬۰۰۰        | ۷۲ × ۱۳۰ | ارغوانی          | بارویر سواگ (۱۹۲۴–۱۹۷۱)، شعر                                                                                              | خانه بارویر سواگ (موزه)، زانگاکتون؛ تندیس بارویر سواگ                                            | ۲۰۱۸، ۲۰۲۰     |
|  |  | ֏۲٬۰۰۰        | ۷۲ × ۱۳۵ | قهوه‌ای           | تیگران پطروسیان (۱۹۲۹–۱۹۸۴)، تخته شطرنج                                                                                   | خانه شطرنج تیگران پتروسیان (ایروان)، تندیس پتروسیان                                              | ۲۰۱۸           |
|  |  | ֏۵٬۰۰۰        | ۷۲ × ۱۴۰ | سرخ              | ویلیام سارویان (۱۹۰۸–۱۹۸۱)، جلدی از کتاب‌های وی، کوه                                                                       | تندیس سارویان در ایروان                                                                          | ۲۰۱۸           |
|  |  | ֏۱۰٬۰۰۰       | ۷۲ × ۱۴۵ | خاکستری و صورتی  | کومیتاس وارداپت (۱۸۶۹–۱۹۳۵)                                                                                               | دانشکده علوم الهی گئورگیان و تندیس کومیتاس، واغارشاپات (اچمیادزین)                               | ۲۰۱۸           |
|  |  | ֏۲۰٬۰۰۰       | ۷۲ × ۱۵۰ | سبز              | ایوان آیوازوفسکی (۱۸۱۷–۱۹۰۰)                                                                                              | گالری ملی هنر آیوازوفسکی موزه و تندیس آیوازوفسکی، فئودوسیا (شبه‌جزیره کریمه)                      | ۲۰۱۸، ۲۰۲۱     |
|  |  | ֏۵۰٬۰۰۰       | ۷۲ × ۱۵۵ | طلایی            | گریگور روشنگر (۲۵۷–۳۳۱)، نسخه‌ای خطی گویای زندگی گریگور روشنگر، تصویرهایی از گنبد کلیسای جامع مقدس اچمیادزین و صلیب بالدار | صومعه خور ویراپ (نیایشگاه گرگور روشنگر)، دشت آرارات، سنگ قبر گریگور روشنگر (اچمیادزین)، تندیس وی | ۲۰۱۸           |